# FK 벤츠필스
FK 벤츠필스(라트비아어: Futbola Klubs Ventspils)는 라트비아의 축구 클럽이다. 벤츠필스는 현재 리그 우승 2번 컵 대회 우승 4번의 기록을 가지고 있다. 2006시즌과 2007시즌 연속 2회 우승을 기록하고 있다. 1997년부터 비르스리가에 참가하고 있었으나 UEFA에 의해 2021 시즌부터 7년간 참가가 금지 되었다.

## 역사
FK 벤츠필스는 1997년에 두 벤츠필스 클럽팀인 FK 벤타(FK Venta)와 FK 나프타(FK Nafta)의 합병으로 탄생하였다. 이 중 FK 벤타는 1960년대 라트비아 리그를 이끌던 팀 중에 하나였다.

### FK 벤타
FK 벤타는 1963년에 창단하여 다음해부터 라트비아 챔피언십(라트비아가 독립하기전에 존재하던 리그)에 참가하였다. 벤타는 1967년에 라트비아 컵을 우승하고 1969년에는 라트비아 리그 우승을 하였다. 1970년대에는 상위권에서 밀려났고, 1980년대에는 재정적 지원의 부족으로 몇 년간 해산되기도 하였다. 1994년에 벤타는 2부리그인 1. 리가에 참가하였지만, 시즌 종료후 많은 선수들이 FK 나프타가 창단될 때 옮겨갔다. 합병될 때까지 계속 2부리그에서 활동하였다.

### FK 나프타
FK 나프타는 1995년에 창단되었고, 첫해에 2부리그 우승을 하면서 라트비아 비르스리가로 승격하였다. 그리고 1996년을 비르스리가에서 보내고 난 뒤에 FK 벤츠필스로 합병되었다.

### FK 벤츠필스
벤츠필스의 역사는 1997년에 벤타와 나프타의 병합으로 시작된다. 이 때부터 벤츠필스는 라트비아의 주요 클럽 가운데 하나로 성장하면서 2006시즌과 2007시즌 리그 우승을 일궈낸다.
2003년에 라트비아 컵 우승을 한 벤츠필스는 2004년과 2005년에도 컵 대회 우승을 거머쥔다. 하지만 그당시까지 비르스리가에서는 준우승밖에 거두지 못하였다. 결국 2006시즌에 우크라이나인 코치인 로만 그리고르슈크(Roman Grigorshuk)를 영입하면서 첫 번째 리그 우승을 기록하게 되었다.
FK 벤츠필스는 동시에 UEFA컵에서도 역사를 써내려갔다. 데뷔는 1999년의 인터토토컵이었다. 그리고 2000-01시즌에 UEFA컵에 처음 진출하여 2006-07시즌까지 매해 진출하였다. 그동안의 경기 가운데 팬들이 선정한 최고의 경기는 독일의 VfB 슈투트가르트, 노르웨이의 로센보르그 BK, 덴마크의 브뢴비 IF, 잉글랜드의 뉴캐슬 유나이티드 FC와의 경기였다. 2006-07시즌의 UEFA컵에서 뉴캐슬과의 원정 경기에서 0:0으로 비긴 경기는 2006시즌 리그 우승만큼의 성과라고 부를 수 있다.
그리고 2007-08시즌에 처음으로 UEFA 챔피언스리그에 진출하게 되었고, 예선2회전까지 진출하였지만 FC 레드 불 잘츠부르크에게 패하고 말았다.
2021년 6월 9일, UEFA는 FK 벤츠필스가 "사기 및 뇌물, 부정부패"와 관련된 UEFA 규정을 위반했고 "경기 및 대회의 청렴성 위반"을 이유로 향후 7년간(2027-28 시즌 포함) UEFA 내의 모든 클럽 대회에 참가하는 것을 금지했다. 구단 관계자인 니콜라즈 자킨스와 아들란 시슈카노프는 각각 4년과 영구적으로 축구 관련 활동이 금지되었다. 이 혐의는 10년간 축구 활동이 금지된 러시아 심판인 세르게이 라포치킨이 주심을 맡았던 2018년 7월에 열린 보르도와의 유로파리그 예선과 관련된 것이다.

## 역대 성적
- 라트비아 비르스리가

우승 (2): 2006, 2007
준우승 (3): 2000, 2001, 2002
- 라트비아 컵

우승 (3): 2003, 2004, 2005
- 리보니아 컵 (라트비아와 에스토니아의 우승 팀이 벌이는 단판 경기)

우승 (1): 2007
- CIS컵 (독립국가연합 회원국 우승 팀이 벌이는 컵 대회)

준우승 (1): 2007

## 선수 명단

### 현역
참고: FIFA 자격 규정에 따라 소속된 국가대표팀 국기를 표시합니다. 선수는 복수의 FIFA 비회원국 국적을 가지고 있을 수 있습니다.
| 번호 | 포지션 | 국적 | 이름 |
| ---- | ------ | ---- | ---- |

| 번호 | 포지션 | 국적 | 이름 |
| ---- | ------ | ---- | ---- |

## 역대 감독
| 감독            | 임기        |
| --------------- | ----------- |
| 데얀 부키체비치 | 2018 ~ 2019 |